# Edmund Beaufort, 2. hertug af Somerset
Edmund Beaufort, 2. hertug af Somerset, 3. jarl af Somerset, KG (ca. 1406 – 22. maj 1455), var en engelsk adelsmand og en vigtig skikkelse under Hundredeårskrigen. Hans rivalisering med Richard, hertugen af York, var en af de førende årsager til Rosekrigene.

## Baggrund
Edmund Beaufort var den tredje overlevende søn af John Beaufort, 1. jarl af Somerset, den ældste blandt de fire legitime børn af Johan af Gent (1340-1399) (tredje overlevende søn af kong Edvard 3.) og hans elskerinde Katherine Swynford. Edmunds mor var Margaret Holland, en datter af Thomas Holland, 2. jarl af Kent og hans hustru Alice FitzAlan, en datter af Richard FitzAlan, 10. jarl af Arundel og hans hustru Eleonora af Lancaster, 5. datter af Henrik, 3. jarl af Lancaster, et barnebarn af kong Henrik 3. Edmund var således fætter til både Richard, hertug af York og kong Henrik 6. af Huset Lancaster.

## Karriere
Selvom han var overhovedet for en af de mægtigste familier i England, var hans arv kun 300 pund værd. Derimod havde hans rival, Richard, Duke of York, en nettoformue på 5.800 pund. Hans fætter kong Henrik 6.'s bestræbelser på at kompensere Somerset med embeder til en værdi af 3.000 pund resulturede kun i at fornærme en stor del af adelen, og da hans stridigheder med York blev mere personlig, forværredes den dynastiske situation. En anden strid med Richard Neville, jarl af Warwick, om herredømmet over Glamorgan og Morgannwg kan have tvunget overhovedet for den yngre Neville-gren ind i Yorks lejr.
Hans brødre blev taget til fange i Slaget ved Baugé i 1421, men Edmund var på det tidspunkt for ung til at kæmpe. Han opnåede stor militærerfaring, mens hans brødre var fanger.

### Affære med Katarina af Valois
I 1427 menes det, at Edmund Beaufort muligvis indledte en affære med Katarina af Valois, enken efter kong Henrik 5. Beviserne er vage. Forbindelsen tilskyndede imidlertid en parlamentsstatut, der regulerede reglerne for hvordan dronninger af England kunne blive gift igen. Historikeren G.L. Harriss formodede, at det var muligt, at en anden af dens resultater var fødslen af Katarinas søn Edmund Tudor, og at Katarina, for at undgå straffen for at have brudt statutten af 1427–28, i hemmelighed giftede sig med Owen Tudor. Han skrev: "Beviset for hvem Edmund Tudors forældre er, er i sagens natur mindre end afgørende, men sådanne fakta, som kan samles, tillader den indforståede mulighed, at Edmund 'Tudor' og Margaret Beaufort var fætter-kusine, og at kongehuset 'Tudor' faktisk nedstammede fra Beaufort-familien på begge sider."

### Politisk magt og konflikt
Edmund modtog Grevskabet Mortain i Normandiet den 22. april 1427. Edmund blev hærfører i den engelske hær i 1431 og var i 1432 en af udsendingene til Det 17. økumensiske koncil. Efter at han havde generobret Harfleur og hævet den burgundiske belejring af Calais, blev han slået til Hosebåndsordenen i 1436. Efter flere succeser blev han ophøjet til jarl of Dorset den 28. august 1442 (dog ser det ud til at han er blevet tiltalt som sådan siden omkring 1438) og Markis af Dorset den 24. juni 1443. Efter sin bror, John Beauforts død i 1444 blev han også jarl af Somerset. I løbet af den fem år lange våbenhvile fra 1444 til 1449 tjente han som kongens stedfortræder i Frankrig. Den 31. marts 1448 blev han ophøjet til hertug af Somerset. Da titlen tidligere havde været hans bror, John Beaufort, kaldes han undertiden fejlagtigt for den 2. hertug, men titlen blev faktisk oprettet for anden gang, og dermed var han faktisk den 1. hertug, idet nummereringen begyndte forfra igen. 
Somerset blev udnævnt til at erstatte York som hærleder i Frankrig i 1448. Kampene begyndte i Normandiet i august 1449. Somersets efterfølgende militære fiaskoer efterlod ham sårbar over for kritik fra Yorks allierede. Somerset skulle betales 20.000 £, men der er kun få beviser for, at han blev det. Han undlod at slå franske angreb tilbage, og i sommeren 1450 gik næsten alle engelske besiddelser i Nordfrankrig tabt, efter at Normandiet faldt efter Slaget ved Formigny og belejringen af Caen. I 1453 gik alle de sidste engelske besiddelser i det Sydfrankrig også tabt, og Slaget ved Castillon afsluttede Hundredårskrigen.
Hertugen af Suffolks faldt efterlod Somerset alene som lederen for kongens ministre, og underhuset anmodede forgæves om at han blev afsat i januar 1451. Magten hvilede hos Somerset, og han lagde næsten alene beslag på den sammen med Margrete af Anjou, Henrik 6.'s hustru, som en af sine vigtigste allierede. Det spredtes også bredt en mistanke om, at Edmund havde en udenomsægteskabelig affære med Margrete. Efter fødslen af en søn i oktober 1453 gjorde Margrete sig meget umage med at aflive rygter om, at Somerset måske var hans far. Under graviditeten havde Henrik haft en mental sammenbrud og efterlod ham i en tilbagetrukket og ikkeresponsiv tilstand, der varede i halvandet år. Denne medicinske tilstand, umulig at kurere både for hoflæger eller djævlefordrivere, plagede ham gennem hele sit liv. Under Henriks sygdom blev barnet døbt Edvard, prins af Wales, med Somerset som gudfar. Hvis kongen kunne overtales, ville han blive den retmæssige arving til tronen.
Somersets lykke ændrede sig dog hurtigt, da hans rival York overtog magten som Lord Protector i april 1454 og fængslede ham i Tower of London. Somersets liv blev sandsynligvis kun reddet af kongens tilsyneladende bedring i slutningen af 1454, hvilket tvang York til at afgive sit embede. Henrik indvilligede i at anerkende Edvard som sin arving, idet han gjorde en ende på bekymringerne om sin efterfølger, der var afstedkommet af hans kendte aversion mod fysisk kontakt. Efterfølgende kom han til at se Edvards fødsel som et mirakel. Somerset blev hæderligt løsladt og genindsat i sit embede som kaptajn i Calais.
Nu var York fast besluttet på at komme af med Somerset på hvilken som helst måde, og i maj 1455 rejste han en hær. Han konfronterede Somerset og kongen i et slag kendt som Det 1. første slag ved St. Albans, som markerede begyndelsen på Rosekrigene. Somerset blev dræbt i et sidste vildt angreb fra det hus, hvor han havde søgt ly. Hans søn, Henry, tilgav aldrig York og Warwick for sin fars død, og han brugte de næste ni år på at forsøge at genoprette sin families ære.

## Ægteskab og børn
På et tidspunkt mellem 1431 og 1433 blev han gift med Eleanor Beauchamp, datter af Richard Beauchamp, 13. jarl af Warwick og hans første hustru Elizabeth de Berkeley, datter og arving af Thomas de Berkeley, 5. baron Berkeley. Eleanor var en ældre halvsøster til Henry Beauchamp, 1. hertug af Warwick og Anne Beauchamp, 16. grevinde af Warwick, hustru til Richard Neville, 16. jarl af Warwick, "Kongemageren". Ægteskabet blev indgået uden kongelig tilladelse, og de blev benådet for denne lovovertrædelse den 7. marts 1438. Med sin hustru fik han følgende børn:

### Sønner
- Henry Beaufort, 3. hertug af Somerset (26. januar 1436 – 15. maj 1464),[15] ældste søn og arving, som blev halshugget efter Slaget ved Hexham, hvor han havde ledet Lancaster-hæren. Han døde ugift, men efterlod en uægte søn med sin elskerinde Joan Hill:
  - Charles Somerset, 1. jarl af Worcester, 1. baron Herbert (c.1460-1526), KG, der fik efternavnet "Somerset" og blev ophøjet baron Herbert i 1506 og jarl af Worcester i 1513. Fra ham nedstammer jarlerne and Markiserne af Worcester og de nuværende hertuger af Beaufort.
- Edmund Beaufort, 4. hertug af Somerset (1439 – 6. maj 1471), der efterfulgte sin ældre bror. Han blev henrettet to dage efter at være blevet besejret i Slaget ved Tewkesbury (4. maj 1471), hvor han ledede Lancaster-hærens bagtrop og blev begravet i Tewkesbury Abbey. Døde ugift, som den sidste af den mandlige linje, hvorved "Huset Beaufort og alle de udmærkelser, som den havde ret til, gik tabt". [16]
- John Beaufort, markis af Dorset (1441[17] – 4. maj 1471), dræbte kamp for Lancastrians under Slaget ved Tewkesbury (4. maj 1471), to dage før hans ældre brors henrettelse. Død ugift.
- (Thomas Beaufort (1442-1517), enndnu en søn identificeret af Alison Weir, men ikke af de traditionelle kilder[18])

### Døtre
Efter at alle deres brødre var døde under kampen for Lancaster-sagen uden afkom, blev de medarvinger af deres far, og deres efterkommere havde således ret til at føre Beaufort-familiens våbenskold i deres eget våbenskjold.
- Eleanor Beaufort (grevinde af Ormond) (mellem 1431 og 1433 – 16. august 1501), første gang gift med James Butler, 5. jarl af Ormond og anden gang med Sir Robert Spencer (død før 1510).[18][19][20]
- Joan Beaufort (1433 – 11. august 1518), gift første gang med Robert St Lawrence, 3. baron Howth og anden gang med Sir Richard Fry.[21]
- Anne Beaufort (1435 – 17. september 1496),[22] der blev gift med Sir William Paston (1436 – før 7. september 1496).[23]
- Margaret Beaufort, grevinde af Stafford (1437–1474),[24][25] gift første gang med Humphrey, jarl af Stafford og anden gang med Sir Richard Darell, af Littlecote (i Ramsbury), Wiltshire.[15]
- Elizabeth Beaufort (1443 – før 1475),[26] blev gift med Sir Henry Fitz Lewis.
- Mary Beaufort (født mellem 1431 og 1455)

## Fodnote
1. ↑  Han var i virkeligheden den 1. hertug af Somerset af den anden oprettelse af denne titel siden hans ældre brors titel var gået tabt.[1]

## Yderligere læsning
- Griffiths, R.A. (1981). The Reign of King Henry VI. London: Ernest Benn. ISBN 0-510-26261-9.
- Harriss, G.L. (1988). Cardinal Beaufort: A Study of Lancastrian Ascendancy and Decline. Oxford: Clarendon Press. ISBN 0-19-820135-4.
- Jones, Michael K. (1982). The Beaufort family and the war in France, 1421–1450 (PDF) (PhD). University of Bristol. OCLC 71194555.
- Jones, Michael K. (1989). "Somerset, York and the Wars of the Roses". English Historical Review. 104 (411): 285-307. doi:10.1093/ehr/CIV.CCCCXI.285. JSTOR 571736.
- Jones, Michael K. (1994). "The Relief of Avranches (1439): An English Feat of Arms at the End of the Hundred Years War".  I Nicholas Rogers (red.). England in the Fifteenth Century: Proceedings of the 1992 Harlaxton Symposium. Harlaxton Medieval Studies (new series). Vol. 4. Stamford: Paul Watkins. s. 42-55. ISBN 1-871615-67-4.